# Helge Kjærulff-Schmidt
Helge Kjærulff-Schmidt (* 22. Februar 1906 in Nyborg; † 9. Juli 1982) war ein dänischer Schauspieler.

## Werdegang
Nach seinem Schulabschluss 1924 in Aabenraa studierte Kjærulff-Schmidt zunächst von 1924 bis 1927 Dänisch und Musik an der Universität Kopenhagen; gleichzeitig nahm er ab 1926 Schauspielunterricht bei Eyvind Johan-Svendsen. Von 1927 bis 1929 absolvierte er seine Ausbildung an der Schauspielschule des Königlichen Theaters. Sein Bühnendebüt gab er am 19. März 1929 als Lorenzo im Kaufmann von Venedig am Betty-Nansen-Teater. Nach seiner Ausbildung war er von 1929 bis 1932 am Odense Teater und von 1932 bis 1934 am Dagmarteatret in Kopenhagen engagiert. Von 1934 bis 1961 war er freischaffend tätig und spielte während dieser Zeit unter anderem am Frederiksberg Teater, an der Allé-Scenen, am Folketeatret sowie an vielen Bühnen außerhalb Kopenhagens. Seit 1961 gehörte er schließlich zum Ensemble des Königlichen Theaters.
Seit seinem Filmdebüt 1933 war Kjærulff-Schmidt in mehr als 100 Filmen zu sehen. Auch außerhalb Dänemarks bekannt wurde er als Stellwerksassistent Brodersen in Die Olsenbande stellt die Weichen. In der Fernsehserie Die Leute von Korsbaek spielte er den Lehrer Andersen. Neben seiner Schauspielkarriere schrieb er die Drehbücher zu den Spielfilmen I de lyse nætter (1948) und Kærlighedsdoktoren (1952). 
Helge Kjærulff-Schmidt war von 1929 bis 1932 mit der Schauspielerin Inge Thessen verheiratet. In zweiter Ehe heiratete er 1938 Grethe Nielsen, mit der er einige Dramen übersetzte sowie Liedtexte für Revuen und Kabarettnummern schrieb. Sein Sohn aus erster Ehe ist der Filmregisseur Palle Kjærulff-Schmidt.
1966 wurde er zum Ritter des Dannebrogordens ernannt. Helge Kjærulff-Schmidt starb im Alter von 76 Jahren. Er wurde zunächst auf dem Bispebjerg-Friedhof beigesetzt und später auf den Ældre-Kirkegård in Frederiksberg umgebettet.

## Filmografie
- 1933: Københavnere
- 1939: En lille tilfældighed
- 1939: Komtessen paa Steenholt
- 1940: Pas paa svinget i Solby
- 1940: Sommerglæder
- 1940: En ganske almindelig pige
- 1941: En forbryder
- 1941: En mand af betydning
- 1941: Far skal giftes
- 1941: Tante Cramers testamente
- 1941: Tobiasnætter
- 1943: Hans onsdagsveninde
- 1943: Mine kære koner
- 1944: Lev livet let
- 1944: Bedstemor gaar amok
- 1946: Far betaler
- 1946: Op med lille Martha
- 1947: Sikken en nat
- 1948: Mens porten var lukket
- 1950: Den opvakte jomfru
- 1951: Hold fingrene fra mor
- 1951: Familien Schmidt
- 1951: Vores fjerde far
- 1951: Fra den gamle købmandsgaard
- 1951: Dorte
- 1952: Vejrhanen
- 1952: Kærlighedsdoktoren (auch Drehbuch)
- 1953: Min søn Peter
- 1954: Sukceskomponisten
- 1955: Mod og mandshjerte
- 1955: Bruden fra Dragstrup
- 1955: På tro og love
- 1957: Tre piger fra Jylland
- 1957: Skovridergaarden
- 1958: Det lille hotel
- 1958: Sieben Kinder fahren aufs Land (Andre folks børn)
- 1958: Styrmand Karlsen
- 1959: Ballade på Bullerborg
- 1959: Jomfruburet (Fernsehfilm)
- 1959: De sjove år
- 1959: Pao aus dem Dschungel (Paw)
- 1960: Gymnasiepigen
- 1960: Panik i Paradis
- 1961: Løgn og løvebrøl
- 1961: Einesteils der Liebe wegen – 3. Teil (Poeten og Lillemor i forårshumør)
- 1961: Den hvide hingst
- 1961: Landsbylægen
- 1965: Matador (Fernsehfilm)
- 1965: Landmandsliv
- 1965: Melodin som kom bort (Fernsehfilm)
- 1967: Martha
- 1967: Københavnerliv (Fernsehmehrteiler; 2 Episoden)
- 1967: Brødrene på Uglegården
- 1968: Min søsters børn vælter byen
- 1968: De røde heste
- 1969: Romulus den store (Fernsehfilm)
- 1969: Mig og min lillebror og Bølle
- 1970: Vor by (Fernsehfilm)
- 1970: De unge på 80 (Fernsehfilm)
- 1971: Ballade på Christianshavn
- 1971: Far til fire i højt humør
- 1971: Rundt om Selma (Fernsehfilm)
- 1972: Mascarade (Fernsehfilm)
- 1975: Bertram og Lisa (Fernsehfilm)
- 1975: Anne og Paul (Fernsehfilm)
- 1975: Die Olsenbande stellt die Weichen (Olsen-banden på sporet)
- 1975: Da Svante forsvandt
- 1976: Barselstuen (Fernsehfilm)
- 1977: Oh, diese Mieter (Huset på Christianshavn; Fernsehserie; Episodenrolle)
- 1978: Ret beset (Fernsehmehrteiler; Episodenrolle)
- 1979: De hårde drenge (Fernsehfilm)
- 1980–1981: Die Leute von Korsbaek (Matador, Fernsehserie)
- 1980: Uvejr (Fernsehfilm)
- 1982: Den ubetænksomme elsker
- 1982: En stor familie (Fernsehserie; 2 Episoden)